# Vidalia (Georgia)
Vidalia is een plaats (city) in de Amerikaanse staat Georgia, en valt bestuurlijk gezien onder Montgomery County en Toombs County.

## Demografie
Bij de volkstelling in 2000 werd het aantal inwoners vastgesteld op 10.491.
In 2006 is het aantal inwoners door het United States Census Bureau geschat op 11.163, een stijging van 672 (6.4%).

## Geografie
Volgens het United States Census Bureau beslaat de plaats een oppervlakte van
45,2 km², waarvan 44,9 km² land en 0,3 km² water. Vidalia ligt op ongeveer 75 m boven zeeniveau.

## Plaatsen in de nabije omgeving
De onderstaande figuur toont nabijgelegen plaatsen in een straal van 20 km rond Vidalia.